# Cephalomanes densinervium
Cephalomanes densinervium är en hinnbräkenväxtart som först beskrevs av Edwin Bingham Copeland, och fick sitt nu gällande namn av Edwin Bingham Copeland. Cephalomanes densinervium ingår i släktet Cephalomanes och familjen Hymenophyllaceae. Inga underarter finns listade.